# Associació de Periodistes de Barcelona
L'Associació de Periodistes de Barcelona és una entitat creada el 1913 amb el nom d'Asociación de Periodistas y Periódicos No Diarios. El 1916 escurçà el nom però encara era en castellà (tot i que ja utilitzaven el català en memòries i documents), fins que el catalanitzaren el 1932 amb l'esclat democràtic del catalanisme i el republicanisme. Els seus objectius eren la defensa de la llibertat d'expressió i del prestigi de l'ofici de periodista.
Les seves activitats va incloure des de l'inici d'una biblioteca sobre periodisme fins al registre de les capçaleres de Catalunya i les Illes Balears. Fins i tot es va intentar fer una llista de les associacions i escoles de periodisme de tot el món. Entre 1933 i 1936 va publicar els Annals del periodisme català que ocuparen 26 volums, fins a l'últim volum del juny de 1936. La bipolarització política i social durant la Segona República va escindir l'organització en dues parts: els partidaris d'ERC per una banda i els de la Lliga per l'altra. Joan Costa va aconseguir fer de l'associació l'entitat cabdal del periodisme català. Amb l'esclat de la guerra civil es paralitzaren totes les seves activitats, i de fet fou dissolta el 1939.

## Presidents
La presidència la van assumir successivament les persones següents:
1. Marià Viada
2. Rafael Vehils
3. Joaquim Pellicena i Camacho (1922-1932)
4. Joan Costa i Deu (1932-1936/1939)